# آتش جهنمی
آتش جهنمی (به انگلیسی: Hellfire) یک فیلم اکشن و دلهره‌آور آمریکایی آماده اکران به کارگردانی آیزاک فلورنتین و نویسندگی ریچارد لوری است. استیون لانگ، دولف لاندگرن، هاروی کایتل، اسکاتی تامپسون، جانی یونگ بوش، مایکل سیرو، کریس مولیناکس، موریس کامپت، لوون پانک و ناتالی کانردی در این فیلم ایفای نقش می‌کنند.

## داستان
یک غربیه ولگرد (استیون لانگ) که به یک شهر کوچک می‌رسد، ساکنان را در چنگال رئیسی بی‌رحم می‌یابد و سعی می‌کند به آنها کمک کند.

## تولید
تصویربرداری اصلی در سپتامبر ۲۰۲۲ در آرکانزاس انجام شد.

## انتشار
در فوریه ۲۰۲۳، فیلم در ایالات متحده توسط صبان فیلمز برای توزیع خریداری شد. و قرار است در سال ۲۰۲۴ منتشر شود.